# Lamprocryptidea dilaticornis
Lamprocryptidea dilaticornis là một loài tò vò trong họ Ichneumonidae.